# Rospez
Rospez (tiếng Breton: Rospezh) là một xã của tỉnh Côtes-d’Armor, thuộc vùng Bretagne, tây bắc Pháp.

## Dân số
Người dân ở Rospez được gọi là Rospéziens.